# Khuzdulština
Khuzdulština je fiktivní jazyk vytvořený  J. R. R. Tolkienem. Je jedním z mnoha jazyků ve Středozemi. Je to tajný jazyk trpaslíků.
Tolkien začal rozvíjet khuzdulštinu ještě před vydáním Hobita v roce 1936, přičemž některá jména se objevila v raných verzích Silmarillionu. Tolkien založil khuzdulštinu na semitských jazycích, především na hebrejštině, a vybavil ji třísouhláskovými kořeny a podobnostmi s hebrejskou fonologií a morfologií.
Tolkien si všiml jisté podobnosti mezi trpaslíky a Židy: oba byli „zároveň ve svých obydlích domorodci i cizinci, mluvili jazyky země, ale s přízvukem daným jejich vlastním soukromým jazykem…“.
Tolkien o trpaslících také poznamenal, že „jejich slova jsou zřejmě semitská, konstruovaná tak, aby byla semitská“.
Ačkoli je známa velmi omezená slovní zásoba, Tolkien se zmínil, že jazyk do jisté míry rozvinul. Dochovalo se malé množství (zatím nepublikovaného) materiálu o khuzdulské fonologii a kořenových modifikacích.